# Rue de la Gabelle
La rue de la Gabelle est une voie de la commune de Reims, située dans le département de la Marne, en région Grand Est.

## Situation et accès
Débutant rue Cérès, elle aboutit rue Eugène-Desteuque. Elle croise la rue d'Avenay en son milieu.
Il s’agit de la rue la plus étroite de la ville avec 1 m 40 à son entrée. Elle reprend une taille normale  au croissement avec la rue d'Avenay jusqu’à la rue Eugène-Desteuque.

## Origine du nom
Baptisée du nom d’un impôt sur le sel établi vers 1330. Il semblerait qu’à cet endroit se faisait la vente en gros du sel au profit des détaillants. On y voyait encore à la fin du 19e siècle de grands bâtiments qui auraient pu servir de grenier à sel.

## Historique
Elle se serait appelée jusqu’au 17e siècle, populairement, rue écarquille-Con, de la difficulté que les dames auraient eu à suivre ce chemin partagé par un ruisseau boueux.

## Bâtiments remarquables et lieux de mémoire
Néant